# Agonita brittoni
Agonita brittoni es un coleóptero de la familia Chrysomelidae.
Fue descrita científicamente por primera vez en 1954 por Uhmann.